# Uranophora atalanta
Uranophora atalanta là một loài bướm đêm thuộc phân họ Arctiinae, họ Erebidae.